# Ozaeta
Ozaeta (en euskera Ozeta) es un concejo del municipio de Barrundia, en la provincia de Álava, País Vasco (España).

## Toponimia
No se conoce con seguridad el origen del nombre. Aparece como Oceta en un documento del siglo XII y como Oçaeta en 1257.

## Geografía física
Población emplazada a la entrada de un valle, a los pies de las Sierras de Elguea y Urkilla, y  limitada al sur por el crestón en el que se emplaza el Castillo de Gevara. Es la capital del municipio de Barrundia.

### Ubicación
|                | Norte: Elguea |              |
| Oeste: Marieta |               | Este: Hermua |
|                | Sur: Etura    |              |

## Historia
Hacia mediados del siglo XIX, el lugar, ya por entonces perteneciente a Barrundia, tenía contabilizada una población de 165 habitantes. Aparece descrito en el duodécimo volumen del Diccionario geográfico-estadístico-histórico de España y sus posesiones de Ultramar de Pascual Madoz con las siguientes palabras:

OZAETA: l. del ayunt. de Barrundia, en la prov. de Alava, part. jud. de Vitoria (3 leg.), aud. terr. de Búrgos (21), c. g. de las Provincias Vascongadas, dióc. de Calahorra (14): sit. entre alturas, con clima frio; le combaten los vientos N. y S., y se padecen tercianas y pulmonías. Tiene 50 casas, escuela de primera educacion para ambos sexos, frecuentada por 40 alumnos y dotada con 30 fan. de trigo; igl. parr., bajo la advocacion de San Juan Bautista, servida por dos beneficiados; dos ermitas (la Purísima Concepcion y la Magdalena), y para surtido del vecindario una fuente de aguas comunes y saludables. El térm. confina N. Elgue; E. Guevara; S. Ermua, y O. Otaza y Maturana, y comprende dentro de su circunferencia varios montes al N. bastante poblados. El terreno es de mediana calidad; le atraviesa el r. Ugarana, con 7 puentes, y va á confundirse con el r. Zadorra. caminos: los locales en buen estado. El correo se recibe de Vitoria, por peaton, tres veces á la semana, y se despacha en iguales períodos. prod.: trigo, maiz, yeros, habas, avena, manzanas, peras, ciruelas y abundantes pastos; cria de ganado caballar, vacuno y lanar; caza de perdices, codornices, liebres y zorras. ind.: ademas de la agricultura y ganadería hay 3 molinos harineros en estado brillante. pobl.: 35 vec., 165 alm. riqueza y contr.: con su ayunt. (V.).
(Madoz, 1849, p. 501)

En 2022, la entidad singular de población tenía empadronados 217 habitantes y el núcleo de población, 204.

## Demografía
| Gráfica de evolución demográfica de Ozaeta entre 2000 y 2021 |
|                                                              |
| Población de derecho según los censos de población del INE   |

## Cultura

### Patrimonio material
- Iglesia de San Juan Bautista.  Antes de la edificación de la actual debieron existir otras dos iglesias, una románica primitiva y otra, ya en el siglo XIII, situada hacia el flanco norte de la más reciente. La actual, de entre los siglos XV y XVI, tiene planta rectangular y dos naves cubiertas por bóvedas nervadas. El retablo mayor se encuadra entre el bajo Renacimiento romanista y el primer Barroco, en las primeras décadas del siglo XVII. La iglesia cuenta también con retablos laterales de entre los siglos XVII y XVIII y un retablo neoclásico situado en la nave izquierda, de los últimos años del siglo XVIII.[8][3]
- Ermita de la Purísima Concepción. Convertida en casa de labor y almacén, está situada en el centro de la población, junto a la carretera. De planta de cruz latina, es una construcción típicamente barroca fechada a fines del siglo XVII o principios del XVIII.[3][9]
- Ermita de la Magdalena pasó a ser la capilla del cementerio probablemente en 1809, aunque su primera construcción está documentada ya en 1556. El retablo de su interior guarda una pintura neoclásica de la Magdalena y otra barroca de Cristo en la Cruz.[3] [10]
- Palacio Isasmendi. Del siglo XVI, aunque es probable que existiera uno anterior fechado en el siglo XV.[11]
- Puente de Zubiandi: Ubicado al Sur de Ozaeta sobre el río Barrundia, fue erigido en 1756 y permitía la comunicación de las tierras de Barrundia con el Camino de Postas que seguía la ruta del Zadorra.[12][13][14][15]

### Patrimonio inmaterial

#### Festividades
- Las fiestas patronales en honor a San Juan Bautista se celebran el día 24 de junio.